# Mirandola
Mirandola je město v italském regionu Emilia-Romagna, ležící 50 km severozápadně od Boloni. Žije v něm přibližně 24 tisíc obyvatel.

## Historie
V letech 1310 až 1711 bylo město samostatným vévodstvím pod vládou rodiny Pico, později připadlo Modenskému vévodství. Významnou památkou je hrad Castello dei Pico, který přečkal obléhání papežskými jednotkami za války ligy z Cambrai i za pontifikátu Julia III. V historickém centru se nachází také radniční budova z roku 1468, gotický chrám Santa Maria Maggiore, renesanční palác rodiny Bergomi, městské divadlo a krytá obchodní galerie. Památkově chráněný hřebčinec Barchessone Vecchio na předměstí San Martino Spino byl adaptován na centrum ekologické výchovy. Mirandolu těžce poničilo zemětřesení v severní Itálii 2012, které si vyžádalo 17 lidských životů.

## Ekonomika
Mirandola spolu se sousedními obcemi Concordia sulla Secchia, Medolla a San Possidonio tvoří v Itálii centrum biomedicínského výzkumu, přirovnávané svým významem k Silicon Valley. Sídlí zde rovněž firma Carrozzeria Barbi, specializovaná na výrobu autobusů. Významný je také potravinářský průmysl; v okolí se nacházejí rybníky s chovem sumečka černého a kapra obecného a na úrodné půdě Pádské nížiny se pěstují melouny, cukrová řepa, kukuřice, rajčata a jablka odrůdy Campanino. K místní kuchyni patří víno lambrusco, pečivo bensone, sýr parmezán a uzenářská specialita zampone. Nedaleko města se nachází chráněná oblast Valli mirandolesi s největší italskou populací rybáka bahenního.

## Osobnosti
Pocházeli odsud filozof Pico della Mirandola a pianista Carlo Andreoli. Carlo Goldoni napsal divadelní hru Mirandolina o svérázné hostinské hovořící mirandolským nářečím.

## Partnerská města
- Ostfildern, Německo
- Villejuif, Francie